# Reservoir Dogs
Reservoir Dogs je debitantski film Quentina Tarantina iz 1992. Prikazuje ono što se događa prije i poslije propale pljačke draguljarnice, ali ne i samu pljačku. U filmu se pojavljuje glumački ansambl kojeg čine Harvey Keitel, Steve Buscemi, Tim Roth, Michael Madsen, Quentin Tarantino, Eddie Bunker, Chris Penn i Lawrence Tierney. Tarantino je imao manju ulogu, kao i bivši kriminalac i kasniji pisac Eddie Bunker. Uključuje mnoge teme i estetiku koji se smatraju Tarantinovim zaštitnim znakovima: nasilni zločin, reference na popularnu kulturu, upečatljive dijaloge, obilne psovke i nelinearnu narativnu strukturu.
Film je postao klasik nezavisnog filma i kultni hit. Časopis Empire proglasio ga je "Najvećim nezavisnim filmom svih vremena". Reservoir Dogs naišli su na uglavnom pozitivne recenzije. Iako je imao skromnu marketinšku kampanju, film je ostvario solidan profit od 2.832.029 dolara, čime je vraćen novac uložen u budžet. Međutim, postao je veliki hit u Ujedinjenom Kraljevstvu, gdje je zaradio gotovo 6,5 milijuna funti te ostvario veću popularnost nego Tarantinov Pakleni šund. Često je kritiziran zbog velike količine psovki i nasilja.
Album glazbe za film nazvan Reservoir Dogs: The Original Motion Picture Soundtrack objavljen je s pjesmama koje su korištene u filmu, ponajviše iz sedamdesetih. 2006. je objavljena istoimena videoigra koja je dočekana mlakim recenzijama. Kao i film, izazvala je kontroverze zbog nasilja.

## Radnja
Film počinje s osmoricom muškaraca koji sjede u restoranu: Mr. Blonde (Michael Madsen), Mr. Blue (Eddie Bunker), Mr. Brown (Quentin Tarantino), Mr. Orange (Tim Roth), Mr. Pink (Steve Buscemi), Mr. White (Harvey Keitel), Joe Cabot (Lawrence Tierney) i njegov sin, "Nice Guy" Eddie (Chris Penn). Mr. Brown počinje raspravu o svojoj komparativnoj analizi Madonnine pjesme "Like a Virgin", a Mr. Pink objašnjava svoju politiku uskraćivanja napojnica, sve dok ga Joe ne natjera da ostavi napojnicu.
Nakon uvodne špice, radnja se premješta u unutrašnjost jurećeg automobila. Mr. White, vozeći jednom rukom, pokušava utješiti histeričnog Mr. Orangea, koji je ustrijeljen u abdomen i obilno krvari. Stižu u napušteno skladište, za koje se kasnije otkriva kako je mjesto sastanka pljačkaša koji su upravo orobili draguljarnicu. Mr. White ostavlja Mr. Orangea na podu. Pojavljuje se Mr. Pink i u izljevu bijesa sugerira kako je pljačka bila klopka. Mr. Browna je ubila policija, a Mr. White i Mr. Pink ne znaju gdje su Mr. Blonde i Mr. Blue.
White i Pink ljuti su na Blondea, koji je ustrijelio i ubio nekoliko civila nakon što se uključio alarm. Počnu se svađati oko toga treba li onesviještenog Mr. Orangea prebaciti u bolnicu. Svađa postaje nasilna nakon što Mr. White otkrije da je rekao svoje pravo ime Mr. Orangeu. Upere nabijene pištolje jedan u drugoga. U tom trenutku Mr. Blonde, koji je iz sjene gledao što se događa, istupa i kaže im ne napuštaju skladište jer stiže Nice Guy Eddie. Mr. Blonde ih odvodi do svog auta i otvori prtljažnik u kojem se nalazi Marvin Nash, policajac kojeg je zarobio.
Mr. Pink i Mr. White počnu mučiti policajca, a Mr. Blonde ga zatim selotejpom zaveže za stolicu. Eddie stiže u skaldište i naređuje Mr. Pinku i Mr. Whiteu da dođu s njim kako bi vratili ukradene dijamante (koje je Mr. Pink sakrio nakon što je pobjegao) i riješili se ukradenih vozila, dok Mr. Blondeu kaže da ostane s umirućim Mr. Orangeom i "murjakom". Policajac mu kaže kako ne zna ništa o namještaljci i počne moliti da ga se pusti. Mr. Blonde zatim izvlači britvu iz svoje kaubojske čizme i upali radio na postaju K'Billy's "Super Sounds of the '70s", na kojoj se u tom trenutku emitira pjesma "Stuck in the Middle With You" Stealers Wheela. Plešući uz glazbu, Mr. Blonde zareže po policajčevu licu i odreže mu uho. Zatim ga polije benzinom i pripremi se da ga zapali svojim upaljačem za cigarete, ali u tom ga trenutku Mr. Orange iznenada nekoliko puta upuca u prsa, ubivši ga. Mr. Orange kaže Marvinu da je zapravo policijski detektiv na tajnom zadatku Freddy Newandyke te ga uvjeri kako velike policijske snage čekaju nekoliko blokova dalje da se pojavi Joe Cabot.
Scene s Mr. Orangeom otkrivaju kako je otišao na tajni zadatak; misija mu je bila uhvatiti Cabota. Joe priprema pljačku i otkrije plan za njeno izvršenje, uključujući šifrirana imena pljačkaša. Priča zatim prelazi na Mr. Whitea, Mr. Orangea i Mr. Browna nekoliko minuta nakon pljačke; Mr. Brown biva pogođen u glavu te zabije njihovo auto za bijeg zbog krvi koja mu se slijeva u oči. Nakon što Mr. White ubije dva policajca iz potjere, on i Mr. Orange ugledaju kako je Mr. Brown umro od svoje ozljede. Otimaju auto od žene koja ustrijeli Mr. Orangea u abdomen prije nego što je ovaj ustrijeli i ubije. Film nakon toga ponovno prikazuje scenu u autu s početka filma, a zatim se ponovno vraća u sadašnjost u skladište.
Ostatak pljačkaša vraća se u skladište i ugledaju kako je Mr. Blonde mrtav. Mr. Orange ustvrdi kako je Mr. Blonde namjeravao ubiti policajca, njega i ostatak bande kako bi zadržao dijamante za sebe. Eddie mu ne povjeruje, i bijesan na Mr. Orangea ubije Marvina. Ulazi Joe i kaže svima kako je Mr. Blue mrtav te samouvjereno optuži Mr. Orangea kako je doušnik, natjeravši tako Mr. Whitea da ga brani. Joe uperi pištolj u Mr. Orangea, a Mr. White na Joea. Eddie zatim uperi pištolj u Mr. Whitea, oblikovavši meksički obračun. Nakon kratkog pokušaja smirivanja jedni drugih, Joe ustrijeli Mr. Orangea, a zatim Mr. White ubije njega; Eddie ustrijeli Mr. Whitea, koji upuca i ubije Eddieja. Mr. Pink, koji je stajao izvan obračuna, uzme dijamante i pobjegne. Njegova sudbina ostaje nejasna; zvukovi neuspješnog paljenja automobila, policijske sirene i pucnjevi sugeriraju kako je uhvaćen ili ubijen od strane policije. Mr. White počne ljuljati Mr. Orangea u svojim rukama, a Mr. Orange otkrije kako je zapravo policajac, što shrva Mr. Whitea koji stavlja svoj pištolj na glavu Mr. Orangea u trenutku kad upada policija. Kamera se okreće od pištolja i samo pokazuje Mr. Whitea dok policija pokušava pregovarati s njim. Začuju se pucnjevi, a film završava iznenadnim zatamnjenjem.

## Glumci i likovi
- Harvey Keitel kao Mr. White: Profesionalni kriminalac i pljačkaš. Njegovo pravo ime je Larry Dimmick.[2] Mr. White u filmu je prikazan kao kriminalac koji ne oklijeva ubiti, ali je istodobno dovoljno human da mu je stalo do nevinih promatrača, što je evidentno prema njegovoj rečenici, "Izbor između deset godina u zatvoru i ubijanja nekog glupog kretena uopće nije izbor, ali ja i nisam luđak." Slijepo vjeruje u Mr. Orangea i konačnom obračunu prima metak za njega. Nakon što Mr. Orange otkriva svoj pravi identitet, Mr. White ga, razjaren i očajan, ustrijeli u glavu. Zatim njega ustrijeli policija, koja je upravo došla na mjesto događaja.
- Tim Roth kao Mr. Orange: Policajac na tajnom zadatku; pravo ime mu je Freddy Newandyke. Kasnije scene otkrivaju kako je otišao na tajni zadatak, uključujući lažnu priču koju kazuje pljačkašima kako bi stekao status i povjerenje. Biva pogođen u abdomen od žene koja se pokušavala obraniti (nakon čega je ubija) te većinu filma provodi krvareći na podu skladišta. Prima drugi metak tijekom meksičkog obračuna, a pogađa ga i Mr. White nakon što mu je otkrio da je policajac.
- Steve Buscemi kao Mr. Pink: Jedini od glavnih likova čije se ime ne otkriva, ali i jedini koji preživljava dok mu sudbina ostaje nepoznata. Mr. Pink često podsjeća ostale pljačkaše da budu "profesionalci" i jedina je osoba koja nije uključena u meksički obračun. Mr. Pink je poznat po svojem monologu o uskraćivanju napojnica s početka filma.
- Michael Madsen kao Mr. Blonde: Njegovo pravo ime je Vic Vega, poznat i kao Toothpick Vic.[3] On je blagorječivi sadistički psihopat koji je tijekom pljačke bezrazložno ubio nekoliko civila, što je razbjesnilo Mr. Whitea i Mr. Pinka. Nakon toga radosno muči policajca zbog svojeg zadovojstva - zarezavši mu lice, odrezavši mi uho i zalijevši ga benzinom - dok zapaljivanje sprječava Mr. Orange koji ubija Mr. Blondea. Vic Vega je brat Vincenta Vege iz Tarantinova filma Pakleni šund.
- Chris Penn kao "Nice Guy" Eddie Cabot: Sin Joea Cabota. Eddie ne sudjeluje u pljački; on je i jedini koji isprva ne vjeruje da je pljačka bila namještaljka. Pogađa Mr. Whitea u meksičkom obračunu između Eddieja, Mr. Whitea i Joea Cabota, dok Mr. White pogađa i ubija Eddieja i njegova oca Joea.
- Lawrence Tierney kao Joe Cabot: Mozak pljačke i otac "Nice Guy" Eddieja Cabota, Joea ubija Mr. White tijekom završnog obračuna. Mr. Orange, tijekom svog sastanka s policajcem Holdawayom, uspoređuje Joea sa Stvari iz Fantastične četvorke.
- Quentin Tarantino kao Mr. Brown: Tarantino igra manju ulogu kao što je to slučaj u mnogim njegovim filmovima: pravo ime Mr. Browna se ne otkriva. Na početku filma otvara dijalog o pjesmi "Like a Virgin" za koju kaže da je "metafora za velike kurce". Policija ga ubija metkom u glavu.
- Eddie Bunker kao Mr. Blue: Manja uloga koju je odigrao bivši kriminalac Eddie Bunker. Iako nije imao mnogo prostora u filmu, ostali kriminalci ga često spominju jer ga nitko nije vidio nakon pljačke. Pri kraju filma, Joe otkriva da ga je ubila policija.
- Randy Brooks kao Holdaway: Policajac i prijatelj Mr. Orangea. Holdaway priprema Mr. Orangea za njegovu misiju, a i lažna je priča njegovo djelo.
- Kirk Baltz kao Marvin Nash: Policajac kojeg je oteo Mr. Blonde nakon pljačke. Ubija ga "Nice Guy" Eddie u izljevu bijesa.
- Steven Wright kao glas DJ-a K-Billyja: Glas komičara Stevena Wrighta čuje se u nekoliko prilika kao glas DJ-a "K-Billy's Super Sounds of the Seventies", radijske postaje koju se u filmu spominje nekoliko puta.[4]

## Produkcija
Tarantino je radio u videoteci u Los Angelesu te je isprva htio snimiti film sa svojim prijateljima s budžetom od 30.000 dolara na 16-milimetarskom formatu u kojem bi producent Lawrence Bender glumio Nice Guy Eddieja. Međutim, kad je u projekt ušao Harvey Keitel, pristao je nastupiti u filmu i biti koproducent. Zatim je dobio ulogu Mr. Whitea. Uz Keitelovu pomoć, producenti su uspjeli namaknuti 1,5 milijun dolara za produkciju filma.
Reservoir Dogs je, prema Tarantinovim riječima, bila njegova verzija Uzaludne pljačke Stanleyja Kubricka. Tarantino je rekao da "nije krenuo svojim načinom kako bi preuzeo Uzaludnu pljačku nego ga je smatrao svojom 'Pljačkom', svojim pokušajem te vrste pljačkaškog filma". Inspiracija za radnju filma bio je film Kansas City Confidential iz 1952. Film je bio optužen i za plagiranje, posebno filma Ringa Lama City on Fire iz 1987., čak da je preuzeo cijele scene iz tog filma. Osim toga, Veliki kombo Josepha H. Lewisa inspirirao je scenu u kojoj policajac biva podvrgnut mučenju na stolici. Tarantino je demantirao plagijat tvrdeći kako su to bile posvete.
Jedan od jedinstvenih elemenata filma je taj da se pljačka ne prikazuje. Tarantino je rekao kako je razlog za njeno izostavljanje isprva bilo pitanje budžeta, ali da mu se svidjela ideja njenog izostavljanja pa je ustrajao na njoj. Rekao je kako takva tehnika pušta gledatelja da film "govori o drugim stvarima". Usporedio je to s radom romanopisca te dodao kako je htio da film bude o nečemu što nije viđeno te da je želio da "film otucava u stvarnom vremenu, a ne onom filmskom".

## Reakcije
Reservoir Dogs počeo se prikazivati u 19 kina s profitom u prvom vikendu u SAD-u od 147.839 dolara. Film u SAD-u nikad nije objavljen u više od 61 kina, a ostvario je ukupnu zaradu od 2.832.029 dolara. Film je najveći uspjeh ostvario nakon što je Pakleni šund postao popularan. Međutim, u Britaniji, film je postigao uspjeh i zaradio priznanja. Nakon uspjeha u Britaniji, prikazan je na Sundance Film Festivalu. Časopis Empire nazvao ga je "Najvećim nezavisnim filmom ikad snimljenim". Film je od tada stekao status važnog i iznimno utjecajnog dostignuća nezavisnog filma. Na Rotten Tomatoesu ima 95 posto pozitivnih recenzija.
Reservoir Dogs inspririrao je mnoge druge nezavisne filmove te se smatra ključnim u razvoju nezavisne kinematografije. Bollywoodski film Kaante Sanjaya Gupte je neautorizirana obrada Reservoir Dogsa sa sličnom pričom i stilom dijaloga.

### Kritike
Nakon prikazivanja filma na Sundance Film Festivalu, filmski kritičar Jami Bernard iz New York Daily Newsa usporedio je efekte Reservoir Dogsa s onima filma Dolazak vlaka u stanicu iz 1895., gdje je publika navodno promatrala vlak u kretanju koji se približava kameri i uplašila se. Bernard je tvrdio da je Reservoir Dogs postigao sličan efekt za koji ljudi nisu bili spremni. Vincentu Canbyju iz New York Timesa svidjela se glumačka postava i korištenje nelinearne naracije. Pohvalio je i Tarantinovu režiju te mu se svidjela činjenica da u filmu nije često koristio krupne planove. Kennethu Turanu iz LA Timesa također su se svidjeli film i gluma, posebno izvedbe Buscemija, Tierneyja i Madsena, te je dodao: "Tarantinov očigledni entuzijazam, njegova nepomirljiva strast za ono što je stvorio, osvježava hvalevrijednu radnju i, na stranu sakaćenje, čini je zanimljivijom nego što se to u prvom trenutku čini."
Roger Ebert nije bio tako oduševljen; smatrao je kako je scenarij trebao biti bolji te rekao da film "izgleda kao da će biti odličan", ali Tarantinov scenarij nema razrađene likove. Rekao je i kako "[Tarantino] ima ideju i vjeruje da ideja pokreće radnju." Ebert je filmu dao dvije i pol zvjezdice tvrdeći kako je uživao u njemu te da je to vrlo dobar film talentiranog redatelja, a kao i većini kritičara, svidjela mu se glumačka postava, ali je izjavio: "Svidjelo mi se što sam vidio, ali sam htio više".
Reservoir Dogs kasnije je kritiziran zbog snažno izraženog nasilja i vulgarnog jezika. Scena koja je gledateljima bila posebno uznemirujuća bila je ona u kojoj Michael Madsen policajcu odreže uho, a sam Madsen je navodno imao velikih poteškoća sa završavanjem scene posebno nakon što je Kirk Baltz improvizirao očajničku molbu "Imam malo dijete kući". Mnogi su gledatelji napustili kina tijekom filma, a Tarantino je u to vrijeme komentirao:
To se događa na svakom pojedinom prikazivanju. Za neke je ljude nasilje, ili jezična vulgarnost planina na koju se ne mogu popeti. To je OK. To nije njihova šalica čaja. Ali ja djelujem na njih. Htio sam da scena bude uznemirujuća.
Tijekom prikazivanja filma na Filmskom festivalu u Barceloni, petnaest je ljudi izašlo, uključujući redatelja horora Wesa Cravena i stručnjaka za specijalne efekte Ricka Bakera. Baker je kasnije rekao Tarantinu da izlazak shvati kao "kompliment" te objasnio da je nasilje smatrao uznemirujućim zbog njegova izraženog osjećaja realizma.
Kritičar John Hartl usporedio je scenu rezanja uha sa scenom s tuš-kabinom u Psihu, a Tarantina s Davidom Lynchom. Reservoir Dogs je usporedio s filmom Glengarry Glen Ross. Nakon ovog filma, Tarantino je uspoređivan s Martinom Scorseseom, Samom Peckinpahom, Johnom Singletonom, Gusom Van Santom i Abelom Ferrarom. Zbog svoje nelinearne radnje, film je često uspoređivan s Rašomonom. Kritičar James Bernardinelli bio je sličnog mišljenja: komplimentirao je glumcima i Tarantinovoj sposobnosti pisanja dijaloga. Hal Hinson iz The Washington Posta bio je sličnog mišljenja za glumačku postavu, hvaleći film zbog njegova "bezizražajnog smisla za humor". Todd McCarthy nazvao je film "nesumnjivo impresivnim" te smatrao kako je inspiriran filmovima Ulice zla, Dobri momci i Uzaludna pljačka.

### Kritička analiza
Reservoir Dogs često se navodi kao primjer filmskog nasilja. J.P. Telotte usporedio ga je s klasičnim pljačkaškim noir filmovima te istaknuo ironiju u zadnjim scenama. Mark Irwin je povezao Reservoir Dogs s klasičnim američkim noirom.
Poznati motiv u Tarantinovim filmovima je korištenje nesreća koje pokreću radnju. U Reservoir Dogs, glavni element priče pokreće nesretni događaj; u ovom slučaju to je pljačka koja kreće krivim smjerom. Caroline Jewers nazvala je Reservoir Dogs "feudalnim epom" te ga usporedila s Paklenim šundom. Usporedila je pseudonime u obliku boja s imenima boja srednjovjekovnih vitezova.
Često navođena usporedba bila je ona s Tarantinovim drugim i uspješnijim filmom Pakleni šund, posebno nakon što je publika gledala Reservoir Dogs nakon uspjeha njegova nasljednika. Takve usporedbe često su isticale crni humor u oba filma, temu nesreća, i konkretnije, stil dijaloga i pripovjedački stil koji Tarantino inkorporira u oba filma. Osim toga, tema rasizma igra veliku ulogu u oba filma, točnije odnosi između bijelaca i crnaca. Stanley Crouch iz New York Timesa usporedio je način na koji bijeli kriminalci u Reservoir Dogs govore o crncima kao što je to slučaj u Ulicama zla i Dobrim momcima. Crouch je promatrao način na koje crnce gledaju u Reservoir Dogs, ali i način na koji kriminalci optužuju jedan drugog "verbalno oponašajući" crnce i očiglednu privlačnost koju lik osjeća prema tamnoputoj glumici Pam Grier.

## DVD izdanja
DVD izdanje za područje SAD-a i Kanade objavljivano je nekoliko puta. U prvom izdanju nalazio se jedan dvostrani disk Artisan Entertainmenta, objavljen u lipnju 1997., a sadržavao je pan & scan i letterbox verzije filma. Pet godina kasnije, Artisan je objavio dvostuko izdanje u povodu 10. obljetnice s nekoliko omota u bojama koje su odgovarale nadimcima pet glavnih likova (Pink, White, Orange, Blonde i Brown) te disk s bonus materijalom kao što su intervjui i glumcima i produkcijskom ekipom.
Za 15. obljetnicu filma, Lion Gate Entertainment, koji je u međuvremenu kupio Artisan, producirao je dvostruko izdanje s remastiranim 16x9 verzijom, novim dodacima, ali ne svim bonus dodacima s izdanja u povodu 10. obljetnice. Izbačeni su intervjui s glumcima i ekipom, a uključen je 48-minutni film nazvan "Tributes and Dedications". Novo izdanje bilo je i raskošnije dizajnirano: diskovi su zatvoreni u veliku kutiju šibica, a kutija šibica nalazi se u tankoj aluminijskoj kutiji koja podsjeća na limenku za benzin.

## Glazba za film
Reservoir Dogs: Original Motion Picture Soundtrack je bila prva glazba za film koju je producirao Quentin Tarantino, a postavio je strukturu koje će slijediti njegovi kasniji albumi glazbe za film. Ona uključuje korištenje isječke dijaloga iz filma. Glazba za film je zbirka pjesama iz sedamdesetih. Radijska postaja "K-Billy's Super Sound of the Seventies" igrala je važnu ulogu u filmu. Za radijskog DJ-a izabran je Steven Wright, komičar poznat po svojem bezizražajnom zbijanju šala.
Neobičan element glazbe za film bio je izbor pjesama. Film koristi glazbu iz sedamdesetih. Tarantino je rekao da smatra kako da bi glazba trebala biti kontrapunkt filmskom nasilju i akciji. Izjavio je i kako je želio da film ima štih pedesetih uz korištenje glazbe sedamdesetih. A prominent instance of this is the torture scene to the tune of "Stuck in the Middle With You". Najistaknutija pjesma s albuma je "Stuck in the Middle With You" koja svira u sceni mučenja.

### Popis pjesama
| 1.    | »And Now Little Green Bag...« | Isječak dijaloga Stevena Wrighta                                                                               | 0:15 |
| 2.    | »Little Green Bag«            | George Baker Selection                                                                                         | 3:15 |
| 3.    | »Rock Flock of Five«          | Isječak dijaloga Stevena Wrighta                                                                               | 0:11 |
| 4.    | »Hooked on a Feeling«         | Blue Swede | 2:53 |
| 5.    | »Bohemiath«                   | Isječak dijaloga Stevena Wrighta                                                                               | 0:34 |
| 6.    | »I Gotcha«                    | Joe Tex | 2:27 |
| 7.    | »Magic Carpet Ride«           | Bedlam | 5:10 |
| 8.    | »Madonna Speech«              | Isječak dijaloga Quentina Tarantina, Edwarda Bunkera, Lawrencea Tierneyja, Stevea Buscemija i Harveyja Keitela | 0:59 |
| 9.    | »Fool for Love«               | Sandy Rogers                                                                                                   | 3:25 |
| 10.   | »Super Sounds«                | Isječak dijaloga Stevena Wrighta                                                                               | 0:19 |
| 11.   | »Stuck in the Middle«         | Stealers Wheel                                                                                                 | 3:23 |
| 12.   | »Harvest Moon«                | Bedlam | 2:38 |
| 13.   | »Let's Get a Taco«            | Isječak dijaloga Harveyja Keitela i Tima Rotha                                                                 | 1:02 |
| 14.   | »Keep on Truckin'«            | Isječak dijaloga Stevena Wrighta                                                                               | 0:16 |
| 15.   | »Coconut«                     | Harry Nilsson                                                                                                  | 3:50 |
| 16.   | »Home of Rock«                | Isječak dijaloga Stevena Wrighta                                                                               | 0:05 |
| 30:50 |                               | |      |

## Videoigra
Videoigra temeljena na filmu objavljena je 2006. za PC, Xbox i PlayStation 2. Međutim, igra ne posjeduje sličnosti s glumcima, uz iznimku Michaela Madsena. Zaradila je osrednje kritike, ali i izazvala kontroverze zbog količine nasilja te je zabranjena u Australiji i Novom Zelandu.

## Vanjske poveznice
- Reservoir Dogs u internetskoj bazi filmova IMDb-a
- Reservoir Dogs na Rotten Tomatoes
- Metacritic: Reservoir dogs